# Prosthiochaeta flavihirta
Prosthiochaeta flavihirta är en tvåvingeart som beskrevs av Hiroshi Hara 1987. Prosthiochaeta flavihirta ingår i släktet Prosthiochaeta och familjen bredmunsflugor. Inga underarter finns listade i Catalogue of Life.